# داعی مطلق
داعی مطلق، به معنای تحت‌الفظی «مبلغ مذهبی مطلق» است. مقام داعی مطلق، رتبه‌ای معنوی در مذهب اسماعیلیه و شعبه مستعلیه است که پس از غیبت بیست و یکمین امام فاطمیان مصر، طیب ابو القاسم در سال ۵۲۸ هجری قمری (۱۱۳۴ میلادی) اهمیت عملی بسیار یافت. مطابق سنت مستعلیه، داعی مطلق بالاترین مرجع دینی در غیبت امام است؛ به عبارت دیگر، داعی مطلق دارای اقتدار و مرجعیتی مشابه امام است. قبل از غیبت امام بیست و یکم، داعی مطلق طبق دستور مستقیم امام و وابستگان معتمد او در مناطقی که شیعیان حضور داشتند، فعالیت می‌کرد.
در یمن، پس از غیبت طیب ابو القاسم در عصر ملکه بانو اروی صلیحی، داعی اختیار «مطلق» یافت . نخستین داعی مطلق که از سوی ملکه منصوب شد ذؤیب بن موسی وادعی بود.
صفت مطلق در عنوان داعی مطلق به معنی آزادی عمل و اقتدار مطلق مذهبی و اجتماعی در چارچوب اصول حاکم بر مذهب مستعلیه است. فرمان داعی مطلق به منزلهٔ حکم نهایی برخاسته از هدایت پنهان امام در نظر گرفته می‌شود. برخلاف امام که جانشین خود را (بجر یک استثنا) فقط از میان پسران خود منصوب می‌کند، داعی می‌تواند هر کسی را که معتمد، باتقوا و در انجام امور دعوت واجد دانش و صلاحیت می‌داند به عنوان جانشین خود منصوب کند.